# Zaniah
Zaniah (Eta Virginis, η Vir, η Virginis) è un sistema stellare nella costellazione della Vergine di magnitudine +3,89, distante 265 anni luce dal sistema solare. Il nome Zaniah proviene dall'arabo Az-Zawiyah, che si riferisce a un angelo.
In Cina la stella era invece conosciuta come Tso Chih Fa, «quella di sinistra che mantiene la legge»

## Osservazione
Si tratta di una stella situata nell'emisfero australe, ma molto in prossimità dell'equatore celeste, dal quale dista meno di 1°; ciò comporta che possa essere osservata da tutte le regioni abitate della Terra senza alcuna difficoltà. Data la sua magnitudine pari a +3,89, la si può osservare anche dai piccoli centri urbani senza difficoltà, sebbene un cielo non eccessivamente inquinato sia maggiormente indicato per la sua individuazione.
Il periodo migliore per la sua osservazione nel cielo serale ricade durante i mesi della primavera boreale, che corrispondono alla stagione autunnale nell'emisfero australe. Il periodo di visibilità rimane indicativamente lo stesso, grazie alla posizione della stella prossima all'equatore celeste.

## Caratteristiche fisiche
Eta Virginis è una stella tripla; trovandosi in prossimità dell'eclittica è sovente soggetta a occultazioni lunari, e queste hanno permesso di osservare una separazione di due componenti distanti tra loro 0,12 secondi d'arco, che a quella distanza corrispondono a circa 10 UA. Analisi spettroscopiche suggeriscono poi che una delle due componenti sia a sua volta doppia, con una separazione di appena 0,5 UA tra le due componenti, e un periodo orbitale di circa 72 giorni.
La coppia principale stretta è composta da due stelle bianche aventi masse rispettivamente di 2,5 e 1,9 masse solari. La principale, più massiccia, è classificata di classe spettrale AIV, il che significa che, al contrario della compagna, sia ormai uscita dalla sequenza principale entrando nello stadio di subgigante.
La componente più distante, probabilmente anch'essa di classe A e distante mediamente 10 UA, ruota attorno alla coppia principale in un periodo di poco superiore ai 13 anni.